# Carl Christian Leberecht Schmidtgen
Carl Christian Leberecht Schmidtgen (* 1796 in Großerkmannsdorf; † 10. Juli 1866 in Greifswald) war ein deutscher Sänger, Dirigent und Komponist.

## Leben
Schmidtgen besuchte zunächst das Lehrerseminar in Dresden-Friedrichstadt und erhielt parallel dazu eine Gesangsausbildung. Nach seinem Debüt in Freiberg 1814 war er an verschiedenen Theatern engagiert. 1821 war er Kammersänger in Hildburghausen. Für drei Jahre wirkte er als Theaterdirektor am Stralsunder Theater. 1826 wurde er Musikdirektor in Stettin. 1831 war er musikalischer Leiter der Krampeschen Theatergesellschaft, bevor er 1837 zum Musikdirektor am Hoftheater Schwerin und zugleich zum Leiter der Hofkapelle berufen wurde.  
Er war verheiratet mit Johanna, geb. Weiland (* 1814 in Stralsund; † 30. März 1850 in Wiesbaden), eine der größten dramatischen Sopranistinnen ihrer Zeit, die er in Stralsund kennengelernt hatte.

## Werke
- Festspiel zur Feier des Großherzogs Friedrich Franz I. am 10. August 1833 (Autograph in der Musikaliensammlung der Landesbibliothek Mecklenburg-Vorpommern, Schwerin)
- Ouvertüre zum Melodram Yelva (1836)
- Fest-Ouvertüre zum Geburtstag der Großherzogin Alexandrine. (1838)